# André Derain
André Derain (ur. 10 czerwca 1880 w Chatou, zm. 8 września 1954 w Garches) – francuski malarz, grafik, rzeźbiarz i scenograf, jeden z założycieli fowizmu. 

## Życiorys
Tworzył m.in. w duchu fowizmu, kubizmu i sztuki tradycyjnej. Malował martwe natury, pejzaże, portrety i akty. Szczególnie upodobał sobie widoki Londynu w barwach nadających miastu radosny nastrój, stosując kontrast kolorystyczny. Eksperymentował z ostrymi, zbliżonymi do podstawowych kolorami. Jednak w późniejszym okresie zwrócił się ku stylowi bardziej realistycznemu i zaczął stosować ciemniejsze barwy. Typowym przykładem jego twórczości jest Most londyński. Tworzył także scenografię i kostiumy dla Ballets Russes Diagilewa. Wykonywał też ilustracje książkowe (m.in. Satyricon Petroniusza, Odyseja Homera i Gargantua i Pantagruel Rabelais’go).
Zginął potrącony przez ciężarówkę.

## Wybrane dzieła
- Bachantki (1945), 50 × 61 cm, Musée d’Art Moderne, Troyes
- Big Ben (1906), 79 × 86 cm, Musée d’Art Moderne, Troyes
- Dwie barki (1906), 80 × 97,5 cm, Centre Georges Pompidou, Paryż
- Efekty świetlne na Tamizie (1906), 80 × 99 cm, Musée de l’Annonciade, Saint-Tropez
- Gaj (1912), 116,5 × 81,3 cm, Ermitaż, Sankt Petersburg
- Hyde Park (ok. 1906), 66 × 99 cm, Musée d’Art Moderne, Troyes
- Kąpiące się (1907), 132,1 × 194,8 cm, Museum of Modern Art, Nowy Jork
- Kobieta w koszuli (1906), 100 × 81 cm, Statens Museum for Kunst, Kopenhaga
- Martwa natura (1943), 90 × 147 cm, Tate Gallery, Londyn
- Martwa natura z czaszką (1912), 72 × 119 cm, Ermitaż, Sankt Petersburg
- Martwa natura z pomarańczami (1931), 89 × 117 cm, Centre Georges Pompidou, Paryż
- Martwa natura z wiśniami (1938-39), 96 × 130 cm, Musée d’Art Moderne, Troyes
- Most Charing Cross (1906), 81 × 100 cm, Musée d’Orsay, Paryż
- Most londyński (1906), 66 × 100 cm, Museum of Modern Art, Nowy Jork
- Most Waterloo (1906), 80,5 × 101 cm, Muzeum Thyssen-Bornemisza, Madryt
- Oferta (1913), 116 × 89 cm, Kunsthalle, Brema
- Południe Francji (1927), 76 × 93 cm, Kolekcja Phillipsa, Waszyngton
- Port w Collioure (1905), 59,5 × 73 cm, Centre Georges Pompidou, Paryż
- Portret Luciena Gilberta (1905), 81,3 × 60,3 cm, Metropolitan Museum of Art, Nowy Jork
- Portret Matisse’a (1905), 46 × 35 cm, Tate Gallery, Londyn
- Portret Paula Poireta (1914), 101 × 73 cm, Musée de Grenoble, Grenoble